# Paul Deman
Paul Deman, nacido el 25 de abril de 1889 en Rekkem y fallecido el 31 de julio de 1961 en Outrijve, fue un ciclista y entrenador belga. Fue el primer ciclista en ganar el Tour de Flandes.
Durante la Primera Guerra Mundial, Deman fue espía de los belgas, dedicándose a llevar documentos de un lado a otro en bicicleta. El 10 de noviembre de 1914, los alemanes lo capturaron y descubrieron que era espía enemigo, por lo que lo llevaron a la prisión de Leuven y condenado a fusilamiento. El día siguiente se firmó el Armisticio de Compiégne, por lo que la cárcel fue liberada y salvó su vida. Sin embargo, los británicos creyeron que él era espía alemán, pero los belgas lograron informar a los británicos de su heroísmo, y nuevamente evitó ser fusilado.

## Palmarés
1913
- Tour de Flandes
- 2.º en el Campeonato de Bélgica en Ruta

1914
- Burdeos-París

1920
- París-Roubaix

1923
- París-Tours

## Resultados en las grandes vueltas
| Carrera         | 1909 | 1910 | 1911 | 1912 | 1913 | 1914 | 1915 | 1916 | 1917 | 1918 | 1919 | 1920 | 1921 | 1922 | 1923 | 1924 |
| --------------- | ---- | ---- | ---- | ---- | ---- | ---- | ---- | ---- | ---- | ---- | ---- | ---- | ---- | ---- | ---- | ---- |
| Giro de Italia  | -    | -    | -    | -    | -    | -    | X    | X    | X    | X    | -    | -    | -    | -    | -    | -    |
| Tour de Francia | -    | -    | 13º  | -    | 14º  | Ab.  | X    | X    | X    | X    | -    | -    | -    | -    | Ab.  | -    |
| Vuelta a España | X    | X    | X    | X    | X    | X    | X    | X    | X    | X    | X    | X    | X    | X    | X    | X    |
| Mundial en Ruta | X    | X    | X    | X    | X    | X    | X    | X    | X    | X    | X    | X    | X    | X    | X    | X    |

-: No participa

Ab.: Abandonó

X: Ediciones no celebradas